# Rue du Docteur-Bourneville
La rue du Docteur-Bourneville est une voie du 13e arrondissement de Paris, en France.

## Situation et accès
La rue du Docteur-Bourneville est une voie publique située dans le 13e arrondissement de Paris. Elle débute boulevard Kellermann et se termine avenue de la Porte-d'Italie.

## Origine du nom

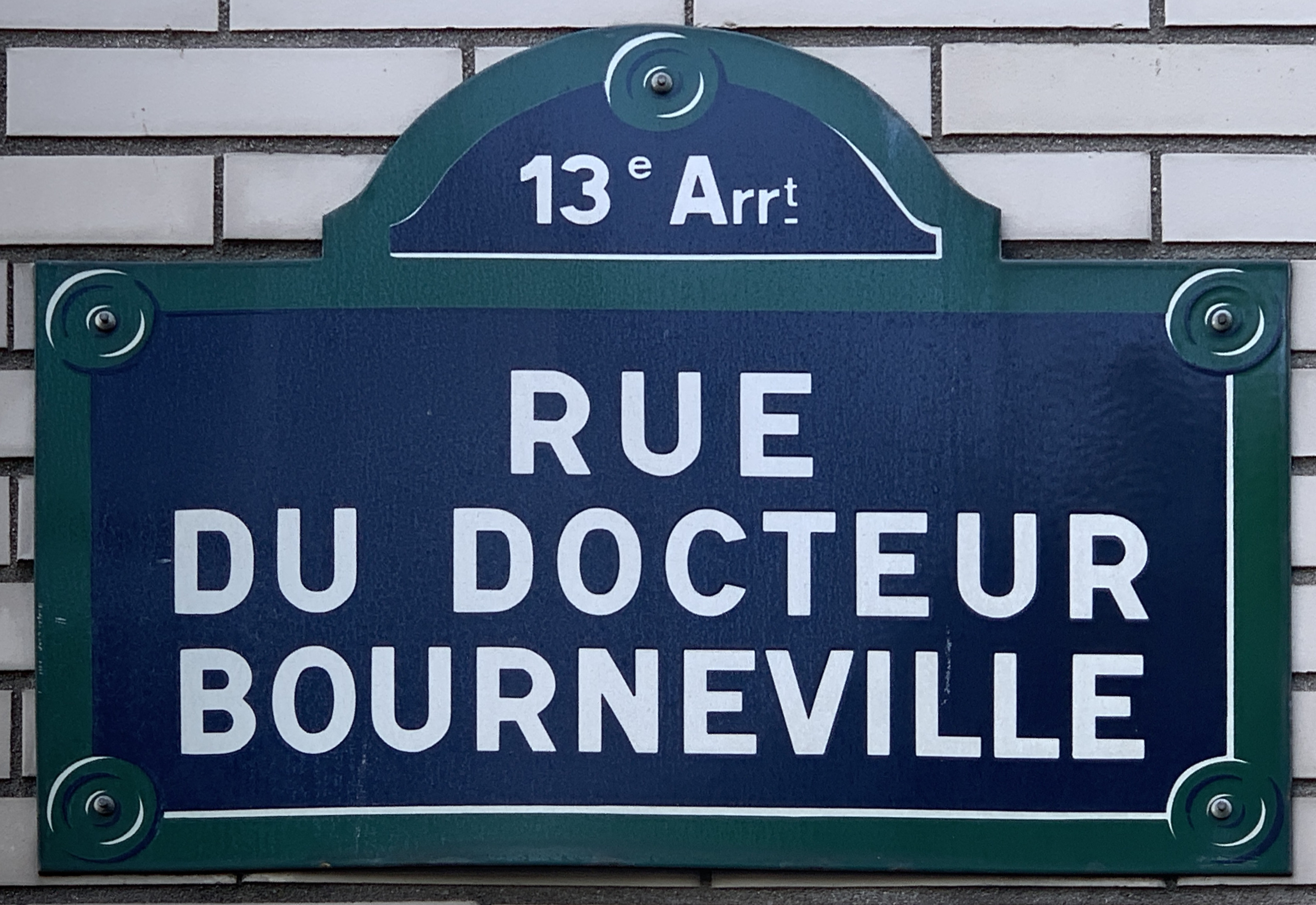
Plaque de la rue.

Elle porte le nom de Désiré Magloire Bourneville (1840-1909), médecin des hôpitaux et homme politique.

## Historique
Cette rue est ouverte et prend sa dénomination actuelle en 1935, sur l'emplacement du bastion no 86 de l'enceinte de Thiers.